# چشمه زرد (میغان)
چشمه زرد روستایی در دهستان میغان بخش مرکزی شهرستان نهبندان استان خراسان جنوبی ایران است.

## جمعیت
بر پایه سرشماری عمومی نفوس و مسکن در سال ۱۳۹۵ جمعیت این روستا ۱۸ نفر (۶خانوار) بوده‌است.